# Runton
Runton – civil parish w Anglii, w hrabstwie Norfolk, w dystrykcie North Norfolk. Leży 35 km na północ od Norwich i 185 km na północny wschód od Londynu. Miejscowość liczy 1633 mieszkańców.